# Hamish Schreurs
Hamish Schreurs (Christchurch, 23 de enero de 1994) es un ciclista neozelandés.

## Palmarés
2016
- 3.º en el Campeonato de Nueva Zelanda en Ruta
- Carpathia Couriers Paths, más 2 etapas